# Ophiodromus pelagica
Ophiodromus pelagica är en ringmaskart som beskrevs av Rioja 1923. Ophiodromus pelagica ingår i släktet Ophiodromus och familjen Hesionidae. Arten har ej påträffats i Sverige. Inga underarter finns listade i Catalogue of Life.